# Mitchell Hepburn

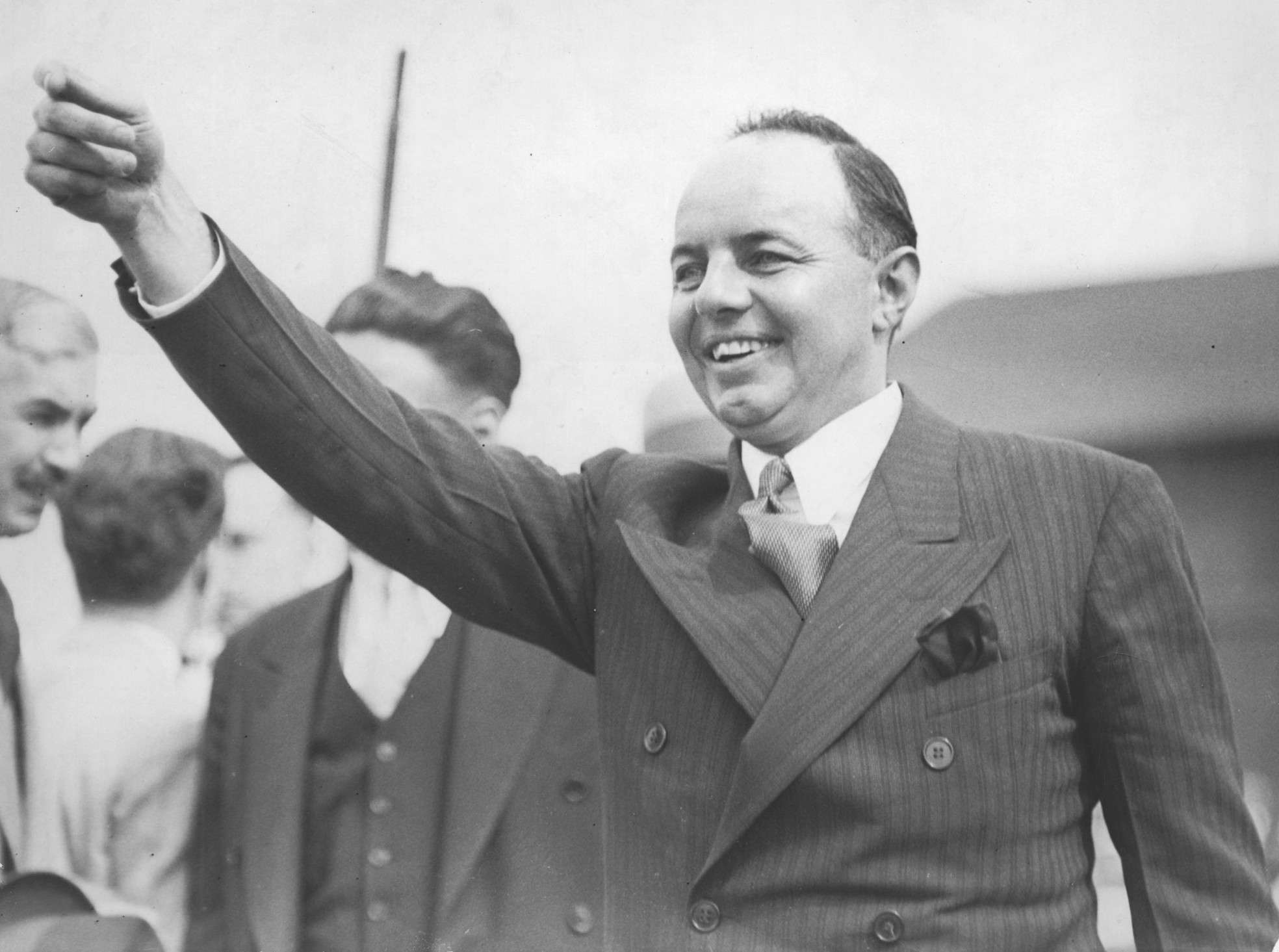
Mitchell Hepburn

Mitchell Frederick Hepburn (* 12. August 1896 in St. Thomas, Ontario; † 4. Januar 1953 ebenda) war ein kanadischer Politiker der Liberalen Partei Kanadas, der zwischen 1926 und 1934 Abgeordneter des Unterhauses von Kanada sowie zwischen 1930 und 1942 Vorsitzender der Ontario Liberal Party war. Er war zugleich von 1934 bis 1942 Premierminister von Ontario.

## Leben

### Unterhausabgeordneter und Vorsitzender der Ontario Liberal Party
Hepburn trat nach dem Schulbesuch während des Ersten Weltkrieges 1914 in die Canadian Army ein und wurde zuletzt zum Leutnant befördert. Teilweise fand er in dieser Zeit auch Verwendung als Leutnant bei der Royal Air Force. Nach Kriegsende ließ er sich als Farmer nieder.
Seine politische Laufbahn begann Hepburn, der ursprünglich Mitglied der United Farmers of Ontario (UFO) in Elgin County war, Mitte der 1920er Jahre und wurde als Kandidat der Liberalen Partei bei der Wahl vom 14. September 1926 erstmals zum Abgeordneten in das kanadische Unterhaus gewählt und vertrat dort bis zu seinem freiwilligen Mandatsverzicht am 8. Juni 1934 den Wahlkreis Elgin West.
Im Dezember 1930 wurde er Nachfolger von W. E. N. Sinclair als Vorsitzender der Ontario Liberal Party und bekleidete diese Funktion bis zu seiner Ablösung durch Gordon Daniel Conant im Jahr 1942.

### Premierminister von Ontario 1934 bis 1942

#### Wahlsieg 1934 und der Fall der Dionne-Fünflinge

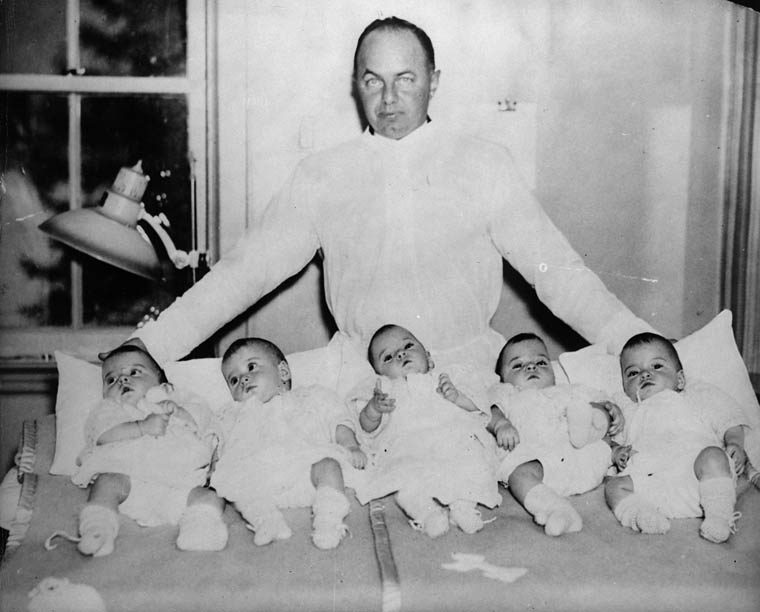
Die Dionne-Fünflinge mit dem damaligen Premierminister von Ontario Mitchell Hepburn

Nach dem Verzicht auf sein Unterhausmandat konzentrierte er sich auf die Politik in der Provinz Ontario und wurde als Spitzenkandidat der Ontario Liberal Party am 19. Juni 1934 erstmals zum Mitglied der Legislativversammlung von Ontario gewählt, in der er bis zum 24. März 1945 den Wahlkreis Elgin vertrat.
Nach elfjähriger Regierungszeit unter Howard Ferguson und George Stewart Henry als Premierminister erlitt die Conservative Party of Ontario bei dieser Wahl zur Legislativversammlung am 19. Juni 1934 eine dramatische Niederlage. Im Vergleich zur vorhergehenden Wahl vom 30. Oktober 1929 verlor sie 75 ihrer 92 Mandate und verfügte in der von 112 auf 90 Sitze verkleinerten Legislativversammlung nur noch über 17 Mandate. Wahlsieger wurde Hepburns Ontario Liberal Party, die ihr Ergebnis um 55 Mandate verbessern konnte und jetzt 69 statt zuvor 14 Abgeordnete stellte. Jeweils ein Mandat fiel an Co-operative Commonwealth Federation (CCF), Labour Party, United Farmers of Ontario (UFO) sowie einen Parteilosen.
Daraufhin wurde Hepburn am 10. Juli 1934 Henrys Nachfolger als elfter Premierminister von Ontario. In seiner Regierung übernahm er darüber hinaus das Amt des Schatzmeisters, das er vom 10. Juli 1934 bis zum 21. Oktober 1942 bekleidete. 
In seine Amtszeit fiel der Fall der Dionne-Fünflinge, die ersten bekannten überlebenden Fünflinge. Die fünf eineiigen Mädchen Yvonne (Edouila Marie), Annette (Lillianne Marie), Cécile (Marie Emilda), Emilie (Marie Jeanne) und Marie (Reina Alma) wurden am 28. Mai 1934 mit Hilfe des Landarztes Dr. Allan Roy Dafoe und zweier Hebammen in einer Hütte ohne Wasser und Stromversorgung in dem Ort Corbeil im Norden Ontarios geboren. Auf Grund finanzieller Probleme trafen die Eltern die Entscheidung, die Kinder auf der Weltausstellung in Chicago auszustellen, woraufhin die Regierung Ontarios unter Hepburn ihnen 1935 das Sorgerecht entzog und näheren Kontakt untersagte. Die Kinder wurden in einem dem Elternhaus gegenüberliegenden Hospital von ihrem Geburtshelfer Dr. Allan Roy Defoe und drei weiteren Pflegern erzogen und von der Wissenschaft als Studienobjekt verwendet. Defoe ließ sie zeitweise als Werbeträger für Maissirup und die Quaker Oats Company fungieren und wurde durch die Vermarktung der Mädchen reich und international bekannt. Nach dem Umbau des Freizeitparks Quintland wurden sie dort jedoch von den Behörden selbst etwa 6000 Besuchern zwei- oder dreimal täglich hinter einseitigem Spiegelglas zur Schau gestellt und brachten der kanadischen Staatskasse Einnahmen von etwa 500 Millionen Dollar. 
Zugleich fungierte er zwischen dem 15. April 1937 und dem 12. Oktober 1937 auch als Minister für öffentliche Wohlfahrt sowie als Arbeitsminister und war ferner vom 15. April 1937 bis zum 12. Oktober 1942 auch Minister für Gemeindeangelegenheiten.

#### Wiederwahl 1937 und Rücktritt 1942

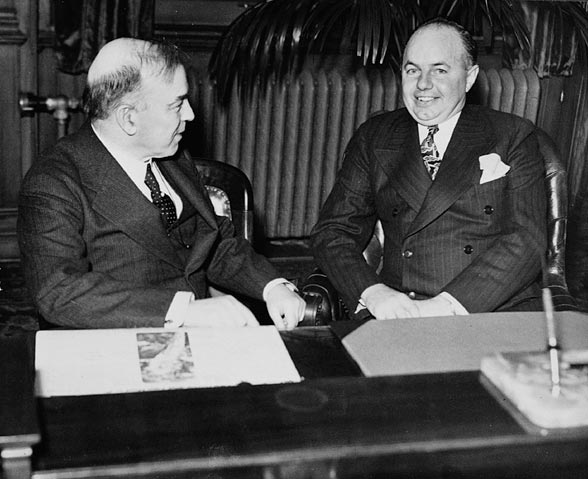
Die persönlichen Probleme zwischen Hepburn (rechts) und dem kanadischen Premierminister William Lyon Mackenzie King führten zu Spannungen bei Zusammenarbeit der Provinz- und der Bundesregierung

Bei der Wahl zur Legislativversammlung vom 6. Oktober 1937 wurde seine Regierung im Amt bestätigt und verlor nur drei Mandate, so dass sie mit 66 Sitzen nach wie vor über eine klare absolute Mehrheit verfügte. Die Conservative Party konnte sich um sechs Sitze verbessern und stellte nunmehr 23 statt bislang 17 Abgeordnete. Einer der bekanntesten Parlamentarier der Konservativen war William James Stewart, der zwischen 1931 und 1935 Bürgermeister von Toronto war. Außerdem waren nur noch die United Farmers of Ontario mit einem Abgeordneten in der Legislativversammlung vertreten.
Hepburn unterstützte die Minengesellschaften, war zugleich ein Gegner der Gewerkschaften, besonders der American Federation of Labor and Congress of Industrial Organizations (AFL-CIO). Als 1937 bei General Motors um den Achtstundentag in Oshawa gestreikt wurde, versuchte er mit Freiwilligeneinheiten dagegen vorzugehen, sprach sich mit der Geschäftsleitung ab, doch verweigerte ihm Ottawa die Bereitstellung der Mounted Police, also der Bundestruppen. Hepburn musste nachgeben und blieb ein erbitterter Gegner des Premierministers William Lyon Mackenzie King. Die Probleme zwischen ihm und Premierminister King trugen letztlich dazu bei, dass er eine Zusammenarbeit mit der Royal Commission on Dominion Provincial Relations ablehnte, die zur Förderung einer „Dritten Nationalen Politik“ zur Beseitigung der Auswirkungen der Weltwirtschaftskrise 1937 gegründet wurde und bis 1939 bestand. 
Am 21. Oktober 1942 trat Hepburn nach achtjähriger Amtszeit als Premierminister Ontarios zurück und wurde durch seinen Parteifreund Gordon Daniel Conant abgelöst, der bislang Generalstaatsanwalt in Hepburns Regierung war. Hepburn übernahm in Conants Regierung auch weiterhin die Funktion des Schatzmeisters und bekleidete diese bis zum 3. März 1943. 
Nachdem er am 30. Juni 1943 aus der Fraktion der Ontario Liberal Party ausgetreten war, gehörte er der Legislativversammlung als Unabhängig-Liberaler an. Als Nachfolger von Harry Nixon wurde er 1944 erneut Vorsitzender der Ontario Liberal Party und übte dieses Amt ein Jahr lang bis zu seiner Ablösung durch Farquhar Oliver aus. Zuvor hatte er bei den Wahlen vom 4. Juni 1945 eine Niederlage erlitten und wurde somit nicht erneut Mitglied der Legislativversammlung.
Die 1990 von John T. Saywell veröffentlichte Biografie Just Call Me Mitch. The Life of Mitchell F. Hepburn wurde 1991 mit dem Floyd S. Chalmers Award in Ontario History ausgezeichnet.

## Hintergrundliteratur
- John T. Saywell: Just Call Me Mitch. The Life of Mitchell F. Hepburn. 1990